# Kunfehértó
Kunfehértó es un pueblo del condado de Bács-Kiskun, en la región de la Gran Llanura del Sur de Hungría. Cerca del pueblo hay un complejo vacacional. Debido a su pequeño tamaño, solo hay una carretera principal para acceder al pueblo. Yendo 2 kilómetros por la carretera a través del pueblo se llega a su otro extremo, donde se han construido varias casas nuevas en los últimos años. Unos cientos de metros más adelante, se llega a una zona de casas de veraneo. Aquí también se encuentra un pequeño lago, que en húngaro se llama tó.
Mucha gente del pueblo se gana la vida con la agricultura, la artesanía u otros negocios empresariales, mientras que las ocupaciones que requieren un alto nivel de conocimiento, como médicos y abogados, son más típicas en los pueblos o ciudades más grandes.
Los croatas en Hungría llaman a este pueblo Fertov o Vertov.

## Historia
No fue hasta 1948 que surgió la idea de construir el pueblo. Antes de esto, solo había una escuela primaria y la estación de tren para los habitantes de la zona. El lugar donde se ubica hoy el pueblo estaba compuesto básicamente por puszta y campos de pastoreo. En 1950, la superficie se dividió en parcelas, y fue en estas parcelas donde se construyó el pueblo. En 1951, el pueblo recibió el nombre de Bácsfehértó, pero este se cambió a Kunfehértó en 1952, que fue el mismo año en que se integró la electricidad. En un primer período, entre 1950 y 1953, se construyeron entre 180 y 190 casas. En los años siguientes, se construyeron edificios públicos tales como el ayuntamiento, la guardería o la oficina de correos.
La zona alrededor del lago, con sus casas de verano, fue hasta hace poco un destino popular para turistas alemanes, neerlandeses y austriacos. Sin embargo, en los últimos diez años, tras la creciente popularidad del lago Balaton y otros lugares más grandes de Hungría, estos visitantes han desaparecido casi por completo. Aun así, el festival anual de la cerveza, con sus conciertos, fiestas y entretenimiento, atrae a numerosos visitantes de todo el condado y otras partes de Hungría. Además, cada verano, muchos niños pasan una o dos semanas en campamentos de verano o en las instalaciones deportivas cercanas al lago.

## Geografía
Tiene una superficie de 78,37 kilómetros cuadrados y una población de 2 043 personas (2024).  El pueblo está ubicado entre las ciudades de Kiskunhalas y Jánoshalma, a unos 50 kilómetros de la frontera con Serbia.